# Jesse James Meets Frankenstein's Daughter
Jesse James Meets Frankenstein's Daughter è un film del 1966 diretto da William Beaudine.
La pellicola è entrata nel pubblico dominio negli Stati Uniti.

## Trama
Il noto bandito Jessie James scappa da una banca che ha appena derubato. La stessa notte arriva in una foresta canadese e si accampa. Durante la notte si sveglia perché sente un urlo, prende il revolver e va a controllare trovando il mostro di Frankenstein. Tenterà di ucciderlo ma tutto è futile e proprio quando il mostro lo sta per uccidere viene salvato da un gruppo di soldati comandati dal colonnello Barclay. Dopo due giorni in carcere, nella città di St George, Frankenstein attacca la città ma Jessi James lo manda fuori combattimento sparandogli in testa e gettandogli dei pezzi di legno infuocati
In una scena post credit, però, vedremo il protagonista, ormai vecchio, essere a terra morto col collo spezzato insieme a uno sceriffo e due soldati con un'ombra su di loro simile a quella del mostro:segno che Frankenstein ha preso la sua vendetta.